# サイモン・チブエゼ・クリスチャン
サイモン・チブエゼ・クリスチャン（英語: Simon Chibueze Christian、2000年4月9日 - ）は、ナイジェリアのサッカー選手。ポジションはFW。

## 来歴
2021年10月1日に、J3リーグ・福島ユナイテッドFCへの加入が発表された。同年夏に京都サンガF.C.に移籍したオリグバッジョ・イスマイラの後継として彼と同じバリガ・プロフェッショナルFCからの加入であり、サイモン自身も加入に際して「私は、このクラブで素晴らしい活躍をした偉大な祖国の先輩がいたことを知っています。」と述べている。同月21日に行われたJ3リーグ・鹿児島ユナイテッドFC戦でスターティングメンバーに名を連ねてJリーグ初出場を記録した。
2022年7月31日、契約満了により退団した。

## 個人成績
| 2021   | 福島   | 49     | J3     | 1 | 0 | - | - | 1 | 0 |
| 2022   | 福島   | 49     | J3     | 1 | 0 | 0 | 0 | 1 | 0 |
| 通算   | 日本   | 日本   | J3     | 2 | 0 | 0 | 0 | 2 | 0 |
| 総通算 | 総通算 | 総通算 | 総通算 | 2 | 0 | 0 | 0 | 2 | 0 |